# Cervona Hirka, Kroleveț
Cervona Hirka (în ucraineană Червона Гірка) este un sat în comuna Bîstrîk din raionul Kroleveț, regiunea Sumî, Ucraina.

## Demografie
Componența lingvistică a localității Cervona Hirka
     Ucraineană (97,06%)
     Rusă (2,21%)
Conform recensământului din 2001, majoritatea populației localității Cervona Hirka era vorbitoare de ucraineană (97,06%), existând în minoritate și vorbitori de rusă (2,21%).